# Correcció del fenòmen de centelleig

Imatge d'un lloro amb un ràpid centelleig.

El centelleig és una fluctuació de la tensió elèctrica causada per alteracions electromagnètiques o per variacions de potència a la xarxa portadora d'aquesta tensió. Per extensió, l'efecte també es coneix com la variació de luminància d'una font de llum a causa de la variació de la tensió d'alimentació d'aquesta font. Així com a parpelleig d'una pantalla d'ordinador causada per canvis en la tensió elèctrica a causa del refresc de la pantalla o variacions en la intensitat elèctrica elèctric d'una làmpada quan un aparell elèctric és connectat al mateix circuit.
Les variacions del voltatge de l'alimentació nacional també provoquen un efecte sobre totes les fonts de llum connectades. Aquestes variacions es produeixen principalment per alternatives de la potència reactiva de la xarxa, causades per si mateixes per la connexió i la desconnexió sobtada de dispositius amb fam energètica.

## Concepte 'flicker'
En termes genèrics, és reconegut consecutivament com a disturbi en l'amplitud de la tensió de tipus conduït, no simètric. Alhora és la principal conseqüència de la variació de la brillantor de les llums incandescents, que causa molèstia visual, i que produeix fatiga. Per obtenir un canvi de resultat s'han desenvolupat experimentalment corbes que relacionen, per a determinat tipus de fluctuació de tensió amb l'amplitud per a la qual el flicker generat es fa perceptible, i la freqüència corresponent.
L'instrument de mesura ha estat proposat i posat a punt per a la Unió Internacional d'Electrotèrmia i és objecte de la publicació 868 de l'IEC, que defineix les seves característiques funcionals i constructives. El mesurament del flicker, donat com a sensació instantània, s'expressa en per unitat entenent igual a 1 la sortida que l'instrument produeix quan la seva entrada és el llindar de perceptibilitat. El nivell de flicker per tant és un nombre que indica quant per dalt del llindar de perceptibilitat es presenta la sensació visual corresponent.
En general les fluctuacions de tensió generades per càrregues causa de disturbis, tenen característiques variables en el temps i cal fixar un període d'observació considerat significatiu i avaluar en model estadístic la variació de la sensació instantània en el mateix període.

### Flicker de breu termini
El lapse ha de ser prou llarg per permetre que un observador percebi el centelleig, advertint la seva persistència, i per poder caracteritzar el comportament d'aparells generadors de disturbi amb cicle de funcionament prolongat, l'avaluació del flicker efectuada en aquest lapse és anomenat short-term. Com la intensitat de sensació provocada pel centelleig no depèn només del seu nivell, sinó també de la seva persistència, es fa referència a la corba de freqüències acumulades, que indica el percentatge de temps d'observació en el qual el nivell de centelleig ha superat un valor assignat.
Donada la corba de probabilitat acumulada que caracteritza una manifestació de flicker, la severitat de disturbi és calculada mitjançant la fórmula:
{\displaystyle {\sqrt {\Sigma }}^{(ki\cdot \pi )}}
Són els percentils de distribució acumulada corresponents als percentatges 0.1, 1, 2, 10, 50% i els coeficients Ki han estat determinats en mode d'obtenir pràcticament per a tots els punts límits de la corba, excepte per la part horitzontal a esquerra.

### Flicker de llarg termini
Hi ha aparells generadors de disturbi que tenen un cicle de funcionament perllongat, per als quals l'avaluació de la severitat del centelleig de breu termini no és suficient. Per a aquests casos és necessari definir una metodologia d'avaluació del flicker de llarg termini, i és possible adoptar una tècnica d'elaboració estadística de les dades perfectament anàloga a aquella utilitzada per determinar-ho, de cap manera de caracteritzar el fenomen amb un sol paràmetre índex de la severitat.
A través de percentils oportunament elegits, s'ha preferit utilitzar un mètode de mitjana que ha demostrat produir bons resultats:
{\displaystyle {\sqrt[{3}]{{\Sigma Psti}\div N}}}
Els avantatges del mètode són el manteniment del contingut d'informació dels propis singulars, al llarg de tot el cicle de funcionament de l'aparell o instal·lació en examen, i es redueixen molt les necessitats de memòria d'ordinador d'un eventual bloc d'elaboració estadística, que pot ser inclòs en el model de mesura per tal d'obtenir directament en línia l'avaluació de la severitat.
Tenint en compte el cicle mitjà d'operació de les diferents càrregues que produeixen disturbis un temps d'observació llarg sembla raonable per a l'avaluació del centelleig d'ampli termini.

## Perquè es produeix aquest efecte?
El centelleig s'inicia generalment si la freqüència està per sobre de la crítica la llum es percep de forma contínua. Aquest és un fenomen visual emparentat amb els efectes estroboscòpics que es produeixen, per exemple, quan es mira una roda en moviment. La freqüència crítica pot ser de només 10Hz. per a intensitats petites però pot arribar a 1000Hz. per a grans intensitats lluminoses.

Efecte de centelleig visual a partir de la llum d'un semàfor.

Un mesurador de pampallugueig es compon de diversos blocs de funció que simulen un llum de 230 V / 60 W incandescent amb llum de referència i el sistema de la percepció humana com a model d'ull-cervell.
Aquest és el fenomen que explica les pampallugues típiques del cinema de la primera època. Per evitar aquest efecte els projectors i, per tant, les càmeres van anar augmentant la seva freqüència de 12 a 16 i fins a 24 imatges per segon. Quan es van introduir làmpades més lluminoses, les d'arc voltaic, aquesta freqüència va ser insuficient. Com augmentar encara més la velocitat era difícil per problemes mecànics i car per necessitar més pel·lícula, es va decidir projectar dos cops cada fotograma. Per això avui l'obturador del projector talla el flux lluminós dos cops per cada fotograma donant una freqüència de projecció de 48 imatges per segon amb films enregistrats a només 24.

## Mètodes de correcció

### Rodatge en mode manual complet
Superant el problema de les petites variacions entre un tret i l'altre, també ens deixa lliures per acabar una exposició en un lapse de temps completament errònia. És probable que tard o d'hora s'hagi de corregir el centelleig en la producció o l'edició audiovisual. Hi ha algunes tècniques que ho atenuen durant el rodatge, però també és important tenir una cura adequada en la postproducció. Com a resultat d'aquesta informació, podem trobar possibles solucions per reduir l'impacte del problema.

#### Lents manuals sense electrònica

Funcionament d'una lent/objectiu manual.

Amb les antigues lents manuals que permeten establir l'obertura al dial en lloc de la càmera, el diafragma sempre es mantindrà allà on l'hem deixat, evitant el problema de les micro-variacions. Amb anells adaptadors es pot fer que una lent moderna sigui invisible per a l'electrònica i permetent que el muntatge d'una lent Nikon pugui entrar a un cos Canon o viceversa. Fins i tot amb el Lensbaby amb obertures manuals, es pot continuar resolent el problema subjacent.
Heu de renunciar a la qualitat òptica de les lents més modernes, tret que s'utilitzin adaptadors, i a la correcció automàtica dels defectes de la lent de Lightroom o Camera RAW. Per a gran angular pot faltar algun detall, però es pot proporcionar ajustant manualment Lightroom o Camera Raw.

#### Contactes elèctrics desconnectats
Després d'haver definit l'obertura desitjada i mentre es prem el botó petit de la previsualització de la profunditat de camp, l'objectiu principal és desbloquejar i girar la lent uns quants graus, el mínim per desconnectar els contactes elèctrics, aturant-se tan aviat com vegi a la pantalla un valor baix de diafragma.
Alternativament, per a aquells que tinguin la clau tal com s'acaba d'esmentar, es pot desbloquejar i girar la lent mentre s'està en mode de vídeo per arribar a l'obertura desitjada. Mentre els contactes siguin desiguals, el diafragma es mantindrà parat, fins i tot si es torna al mode foto. És una solució una mica rugosa, però senzilla i demostrada que funciona perquè també és útil per gravar vídeo amb el primer firmware quan no es pot escollir l'obertura.
Potser no és gaire recomanable en entorns extrems, com ara deserts amb molt de vent i sorra que puguin arribar fins al sensor, ja que la defensa de la màquina segelladora i de la lent es pot veure frustrada si es deixa anar més enllà d'un determinat punt. Amb els teleobjectius units directament al trípode, el perill és que el cos de la càmera caigui. Una bona solució és lligar una corretja al trípode o algun element estable.

#### Visualització en directe per enregistrament de vídeo

Enregistrament de vídeo en directe

Amb algunes màquines, sempre es pot mantenir el diafragma fixat per programari, simplement habilitant la visualització en directe del vídeo, que també ofereix una vista prèvia del cultiu en 16/9. L'intervalòmetre funcionarà sense cap problema. La limitació principal és la incapacitat de caure sota la dependència del temps imposada per rodar vídeo a 1/30s. A la pràctica, és inútil per fer fotografies nocturnes i més útil per a la fotografia.
Amb altres models pot haver-hi opcions o funcions personalitzades per obtenir el mateix resultat, però l'única manera d'entendre realment si s'obté el que s'ha de fer és mirar el diafragma. Per exemple, si es munten els 50mm f / 1.4, l'obertura 22 i es fan algunes preses amb un temps de mig segon, aleshores és bastant fàcil saber si es manté fix o si s'obre i es tanca amb el tret.

#### Diafragma completament obert o totalment tancat
Si s'han adoptat una de les solucions anteriors, alhora es poden fer ús d'unes obertures més amples, idealment definides com a màxim o, com a segona alternativa, totalment tancades. Això pot significar la reducció del marge de variació entre un tret i l'altre, encara que cadascuna de les lents es comporten d'una altra manera depenent de la llum aplicada.
Malauradament, aquesta solució restringeix molt l'exposició perquè alguns filtres específics no en donarien una mica més de control i, sobretot, la profunditat de camp es podria considerar, per tant, com la caiguda final del centelleig.

### Post-producció

#### LRTimelapse

Timelapse d'una posta de sol.

Actualment és l'única solució per reduir el parpelleig directament als fitxers RAW, on se sap que funciona bé. Per tant, és el primer instrument a tenir en compte si es dispara en aquest tipus de format d'arxiu.
Com a una de les solucions, LRTimelapse ofereix diversos fluxos de treball diferents per a diverses situacions d'edició. Els fluxos de treball es troben en diferents pestanyes i només es mostraran els botons rellevants per seleccionar-los en un moment donat. Estan organitzats seguits per llegir-los d'esquerra a dreta. Es mostra una explicació succinta de cadascú quan el passeu per sobre del ratolí.
Després, el programari importarà dades essencials Exif incloent el temps d'exposició, el valor d'obertura i la ISO, així com les dimensions i la data de gravació d'aquests fitxers. En una tercera ronda d'operacions, el programa carrega una previsualització per a la seqüència en segon pla. La generació única d'aquesta previsualització està disposada de manera que la seqüència es carregarà més ràpidament a les obertures posteriors.

#### TLTools
Aquest és un programa que recull moltes eines útils per a la creació d'imatges enregistrades. El programa permet optimitzar els paràmetres de les fotos, per a obtenir un calendari més homogeni.
El programari pot produir vídeos de forma independent o una interfície mitjançant metadades amb altres programes (principalment amb productes d'Adobe com Lightroom, Camera Raw, etc ...). Alhora s'estableix la creació de moviments de càmera simulats de manera automàtica i ràpida. Entre els moviments possibles s'inclouen la panoràmica, el tràveling o el zoom.
En termes genèrics, la millor possibilitat consisteix en aplicar nombrosos filtres de processament d'imatges a les fotos creades, amb la possibilitat, per a la majoria d'elles, de modificar també la intensitat d'aquest processament. Entre els filtres destaquem la possibilitat de crear startrails amb algunes variants, directament, del programa i la possibilitat d'eliminar automàticament subjectes que puguin arruïnar l'escena com ho són ocells o insectes.

#### GBDeflicker
En la majoria dels casos es pot eliminar el centelleig simplement aplicant la configuració predeterminada optimitzada de GBDeflicker a la composició. Aquest programa ho analitza per tal de detectar i suavitzar els canvis bruscos de il·luminació per crear un vídeo sense centelleig. La interfície facilita la navegació i el tractament per a aficionats i professionals per tal que els controls permetin una personalització total en l'anàlisi i el processament de la seva seqüència més enllà de la configuració predeterminada.
Està totalment disponible com a complement Adobe per a After Effects i Premiere Pro o com a aplicació Windows autònoma:
- La versió del complement canvia qualsevol font d'entrada After Effects pot utilitzar la càrrega com a entrada.
- La versió de l'aplicació de Windows importa seqüències de fitxers RAW Canon a més de fitxers .jpeg, .gif, .png, .bmp i .tif i els processa en qüestió de minuts.

#### Sapphire
Aquesta programari s'encarrega d'escalar els colors del clip d'origen en quantitats diferents al llarg del temps per obtenir un efecte de centelleig. El patró de parpelleig pot ser aleatori, una ona periòdica o una combinació dels dos.

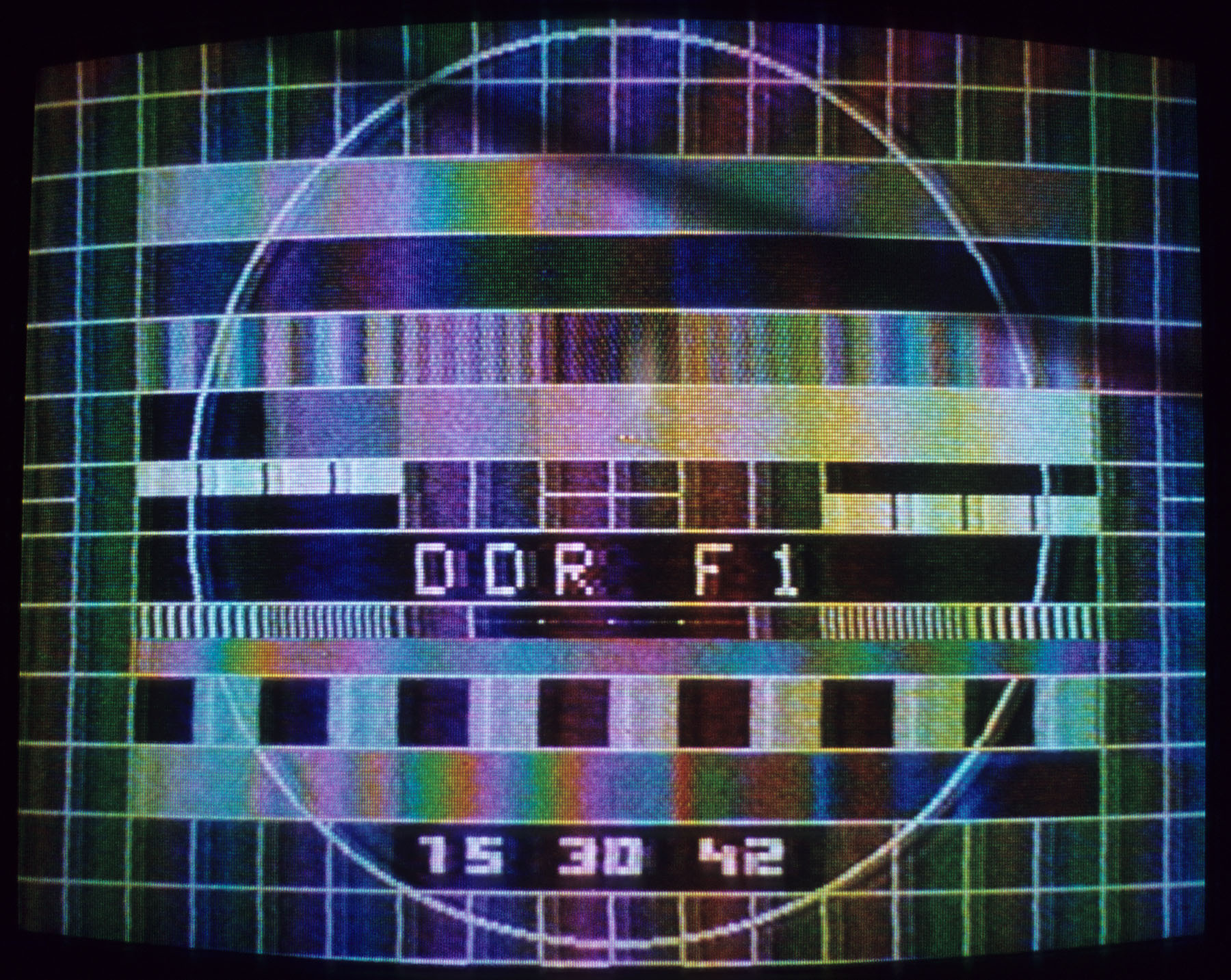
Flicker produït per l'escala de colors.

Els complements permeten crear aspectes orgànics impressionants, que no corresponen a qualsevol eina d'efecte natiu amfitrió. Les característiques principals inclouen més de 270 efectes i 3.000 presets més, un potent constructor d'efectes i transició i un seguiment integrat i emmascarat amb el premi Mocha guanyador de l'Acadèmia. La qualitat, el control i la velocitat de la imatge de la imatge de Sapphire ofereixen un estalvi de temps massiu, cosa que permet a les publicitats centrar-se en allò que més importa, aconseguint un impacte que retorna el públic.
Per a aquells que tinguin un NVIDIA CUDA, té una velocitat de representació immillorable, però la versió 6.0 es va estavellar sistemàticament amb projectes més llargs. Potser l'actualització a les 6:02 ha corregit l'error, però pocs al món del lapse de temps l'han utilitzat durant el període de prova, donat el preu que no té sentit per a un únic complement.

#### MSUDeflicker
Essent un plugin gratuït de vídeo manté una alta definició per a VirtualDub amb detecció del terreny de canvis. Permet un canvi d'efecte flexible del nivell. El filtre està dissenyat per al processament de flux de vídeo centelleig o el pre-processament de vídeo respecte el treball reproduït en el sistema operatiu de l'editor.
Finalment, és una mica difícil d'instal·lar, però més fàcil d'utilitzar tot. S'ha de tenir en compte que no té funcions més avançades, com ara LRTimelapse o GBDeflicker, per exemple, per indicar una àrea específica que es vol analitzar.